# Max Alhau
Max Alhau, né le 29 décembre 1936 à Paris, est un poète français.

## Biographie
Max Alhau a été professeur de lettres modernes et chargé de mission pour la poésie à l'Université Paris-Nanterre.
Il rencontre en 1960 le poète Louis Guillaume qui l'encourage à écrire, lit ses premiers poèmes et préface en 1961 son recueil : Sur des rives abruptes. Par la suite, la découverte de la poésie d'Alain Borne à qui il consacrera son mémoire de Diplôme d'Études Supérieures (1967) l'oriente vers une conception du tragique qui est marqué par la hantise de la mort. Il faudra la découverte des Alpes et de ses paysages pour que son écriture célèbre les grands espaces et l'unité entre l'homme et le monde. Si la mort est toujours présente, elle est entrevue comme une sorte de fusion avec le cosmos. Ce ne sont pas les voyages lointains qui bouleverseront son paysage intérieur : il reste fidèle à la montagne, à ces lieux qui constituent un havre paisible. Sa poésie d'un lyrisme discret n'en est pas moins humaine. Ayant banni de son écriture le « je », il parle au nom de tous ceux en qui il se reconnaît. Sa poésie est aussi marquée par l'empreinte du temps, par le retour vers un passé jamais oublié et par son goût pour l'infini. Ce sont les caractéristiques de ses derniers recueils : Proximité des lointains (l'Arbre à paroles, 2006), D'asile en exil (Voix d'encre, 2007), Du bleu dans la mémoire (Voix d'encre, 2010).
Il participe à de nombreuses revues de poésie et contribue à la traduction de poètes espagnols ou sud-américains (Porfirio Mamani-Macedo, Mario Campaña, etc.).
Il est membre de l'Académie Mallarmé.
Son recueil de nouvelles La ville en crue a obtenu en 1992, le Grand Prix SGDL de la Nouvelle. 
Il fut récompensé en 1996 du prix Antonin-Artaud pour son recueil de poésie Sous le sceau du silence 
ainsi qu'en 2007 du prix Charles Vildrac de la SGDL pour son recueil Proximité des lointains (L'Arbre à paroles).

## Publications

### Poésie
- Les yeux bleuis de rêves, Voix d'encre, 2018
- En cours de route, L'Herbe qui tremble, 2018
- Si loin qu'on aille, L'Herbe qui tremble, 2016 - (Prix Angèle-Vannier et prix François Coppée 2017)
- En bref et au jour le jour, La Porte, 2015
- Le Temps au crible, L'herbe qui tremble, 2014
- La lampe qui tremble, Éditions Tipaza, 2015
- Aperçus - Lieux - Traces, Éditions Henry, 2012
- Du bleu dans la mémoire, Voix d'encre, 2010
- Un éclair furtif, La Porte, 2007
- D’asile en exil, Voix d'encre, 2007
- Proximité des lointains, L'arbre à paroles, 2006
- Horizons et autres lieux, Encres Vives, 2004
- A la nuit montante, Voix d'encre, 2002
- Nulle autre saison, L'arbre à paroles, 2002
- Le temps des jardins, Alain Lucien Benoît, 2002
- Ocres, La Porte, 2001
- Après le temps, gravure de Yarmila Vesovic, éd. Signum, 2000
- Le fleuve détourné, L'arbre à paroles, 1998
- Cette couleur qui impatiente les pierres, Voix d'encre, 1998
- Sous le sceau du silence, Rougerie, 1995, Prix Artaud
- D'un pays riverain, Rougerie, 1990
- L'inaccompli, Sud, 1989
- Ici peut-être, Rougerie, 1987
- L'instant d'après, Brandes, 1986
- La part initiale, Les Cahiers du Confluent, 1985
- Les mêmes lieux, Rougerie, 1982
- Passages, Rougerie, 1980
- Trajectoire du vent, Brandes, 1979

### Nouvelles
- Des traces dans la mémoire, Editions Petra, 2016
- Ailleurs et même plus loin, Éditions du Revif, 2012
- L'état de grâce, Le Petit Pavé, 2009
- retour à Lisbonne, Tertium Éditions, 2007
- Une ville soudain désertée, Editinter, 2004
- La Falconnière, Editinter, 2000
- La ville en crue, Amiot-Lenganey, 1991
- Le chemin de fer de petite ceinture, Le temps qu'il fait, 1986